# Wanninchen (Naturschutzgebiet)
Das Naturschutzgebiet Wanninchen liegt auf dem Gebiet der Stadt Luckau im Landkreis Dahme-Spreewald in Brandenburg.
Das Gebiet mit der Kenn-Nummer 1313 wurde mit Verordnung vom 23. Dezember 1999 unter Naturschutz gestellt. Das rund 692,5 ha große Naturschutzgebiet, zu dem der mittlere Teil des ca. 600 ha großen Schlabendorfer Sees gehört, erstreckt sich östlich von Beesdau, einem Ortsteil der Gemeinde Heideblick. Nordöstlich des Gebietes verläuft die Landesstraße L 52.